# Paul Koepfler
Paul Kœpfler (Belfort, le 14 février 1921 — Poligny, le 31 mars 1943), est un résistant français, passeur entre les zones libre et occupée de la France (entre 1940 et 1942) puis agent de liaison de l'Organisation de résistance de l'Armée. Dénoncé, il est abattu par des agents allemands en mars 1943.

## Biographie

### Jeunesse à Belfort
Né en février 1921 dans une famille d’origine alsacienne, Paul Koepfler est le fils de Caroline Madeleine Kœpfler, veuve et  alors sans profession. Le mari de celle-ci, est mort de maladie à la guerre en décembre 1914. Paul Koepfler est de père inconnu après que sa reconnaissance par François Weichinger, le concubin de sa mère, ait été annulée par jugement du tribunal civil de Belfort, le 4 mai 1921. Il a une demi-sœur Émilie Freyermuth (1901-1963), un frère René (1917-1988) et deux sœurs Jeanne (1922-1982) et Marguerite (1924-1992). Il quitte l'école à 13 ans et travaille par intermittence en usine : chez Schwob à Valdoie (1936) et Alsthom à Belfort (1937) ; sinon il est colporteur, voire contrebandier. Engagé volontaire en 1939, il est au centre de formation et d'entrainement local lorsque les Allemands envahissent la France. Fait prisonnier comme environ 40 000 soldats de ce secteur, il  s'évade et s'enfuit avec son frère et sa sœur cadette jusqu'à Poligny dans le Jura, en zone libre, à quelques kilomètres  de la ligne de démarcation.

### Passeur
Dans cette ville, il fait la connaissance de Fernand Valnet qui assure le passage des fuyards : évadés et juifs notamment, de la zone occupée à la zone libre, et recherche des assistants. Valnet initie Koepfler qui se révèle doué et apte à créer son propre réseau quelques semaines plus tard. Il recrute des assistants, dont son frère René et sa sœur Marguerite, et choisit comme lieu de passage inter zones, la liaison entre Port-Lesney et Chamblay. La ferme de la Maisonneuve, près de Port-Lesney, devient un lieu de regroupement des candidats au passage, car desservie par les bus reliant Besançon à Mouchard et 3 km à l'est de la voie ferrée Besançon-Mouchard-Lons (il faut dans ce cas descendre du train en marche pour éviter la gare de Mouchard très surveillée). Le parcours d'une dizaine de kilomètres, passe en forêt, longe le ruisseau de la Larine, puis franchit la ligne de démarcation à l'ouest d'Écleux, à moins de 2 km de Chamblay. La police allemande a vent de la complicité de Blanche Saillard qui tient la Maisonneuve ; la jeune femme est arrêtée à Mouchard, le 11 juin 1941. Envoyée dans plusieurs camps de concentration, elle mourra le 31 mars 1945 à l'hôpital militaire de Lubań en Pologne.  
Koepfler réussit l'exploit de faire passer 120 personnes dans la nuit du 24 au 25 décembre 1940. Il demande une somme de 100 francs par personne pour vivre et couvrir ses frais, somme raisonnable, par rapport à certains autres passeurs, et en dispense les démunis et évadés militaires. Il est condamné à mort par contumace. Arrêté, sur dénonciation, le 3 mars 1941, prés d’Arbois, alors qu’il se rendait à Belfort, porteur d’un courrier important, il est transféré à Besançon où il est torturé. Sa condamnation à mort ayant été confirmée, Paul Koepfler se tranche la gorge dans sa cellule, quatre jours avant la date prévue pour son exécution. La blessure est si profonde que les Allemands, le jugeant perdu, le transfèrent à la morgue de l’hôpital Saint-Jacques. Mais le personnel médical réussit à le sauver, puis lui faire gagner la zone libre. Il reçoit des soins à Poligny  puis à Lyon car ses cordes vocales ont été entaillées. Il en conserva une large cicatrice et une forte altération de la voix. Le général Aubert Frère, gouverneur militaire de Lyon, lui adresse une lettre de félicitations pour sa conduite héroïque. A l’automne 1941, il reprend ses activités de résistance. On lui a attribué, d'août 1940 à octobre 1942, le passage de 20 000 personnes, dont des prisonniers évadés des camps allemands : Ainsi à Chamblay trois cafés hébergent les militaires à leur arrivée en zone libre. Les registres de passage tenus par les tenanciers du restaurant Aigrot, de février 1941 au 10 février 1943, recensent 1 841 hommes : la date de passage, le nom, le prénom, la date et le lieu de naissance, le grade, le régiment, le numéro de Stalag et de matricule. Le 14 décembre 1941, est noté le passage du sous-chef au 23e bataillon d’infanterie coloniale, et futur président de la République française, François Mitterrand. 

### Agent de renseignement
A Poligny, Roger de Saule, futur responsable de l'opération Pearl Harbour, est à la tête du district militaire de la France libre, chargé de maintenir l'ordre au sud de la ligne de démarcation dans le Jura ; mais il mène parallèlement des activités clandestines d'espionnage et de fourniture de renseignements à Londres. En 1942, Il recrute Koepfler et Valnet dans son Service de renseignement "le deuxième Bureau". À la suite de l'invasion de la zone sud, en novembre 1942, la ligne de démarcation devient fictive, les deux hommes vont se consacrer principalement à cette activité jusqu'à leurs fins tragiques, à la suite de dénonciations : arrestation et mort en camp de concentration pour Valnet, assassinat pour Koepfler.

### Mort et obsèques
Après l’occupation de la zone sud en novembre 1942, les services allemands de contre-espionnage se lancent à la recherche de Paul Koepfler. Ils finissent par le localiser grâce à des indicateurs. Le 31 mars 1943, alors que Paul Koepfler se trouve au bar de l’hôtel de ville de Poligny avec des amis, deux policiers allemands en civil entrent dans l’établissement. Le résistant les repère aussitôt et sort. Mais les policiers  lui emboîtent le pas et font feu sur lui sans sommation. Mortellement blessé, Paul Koepfler s’effondre juste devant l'hôtel de ville et est achevé d'une balle dans la tête. La nouvelle de la mort de Paul Koepfler, qui pourtant n’est pas un enfant du pays, suscite une émotion considérable dans la ville. Sa dépouille  est exposée à la chapelle de l’hôpital. Pour les obsèques, l’ordre de la Kommandantur est formel : « Koepfler sera enterré dans la plus stricte intimité, toute manifestation sera interdite ». Le 3 avril 1943, bravant cette interdiction, 1000 personnes environ participent aux funérailles organisées par la municipalité. Un cortège prend forme entre l’hôpital et l’église. Le cercueil de Paul Koepfler est recouvert du drapeau tricolore. Poligny est une ville morte : les volets des maisons sont clos et les magasins fermés. L’hommage se termine par la célébration de l’office religieux dans l’église, une partie de la population devant rester à l’extérieur. Paul Koepfler est ensuite inhumé au cimetière militaire de la ville où les habitants défilent et se recueillent pendant plus d’une heure. En passant outre l’interdiction des autorités allemandes, la population de Poligny a fait preuve d’un acte de solidarité envers la personne de Paul Koepfler, et plus largement envers la Résistance.

## Reconnaissance
- Les villes de Poligny, Belfort et Mont-sous-Vaudrey ont donné à une rue le nom du résistant.
- Une plaque sur l'hôtel-de-ville de Poligny rappelle l'endroit où il est mort[5]. Contrairement à ce qui est gravé, ce ne sont pas des agents de la Gestapo proprement dite qui l'on abattu, mais le service de renseignements allemand, le Sicherheitsdienst[6].

## Distinctions
- Paul Koepfler est reconnu « Mort pour la France »
- Médaille de la Résistance française avec rosette à titre posthume (décret du 24 avril 1946)[7],[8].